# Французский институт в Санкт-Петербурге
Французский институт в Санкт-Петербурге — представительство Французского института в России, культурная, образовательная и научная организация, призванная познакомить жителей Санкт-Петербурга и Северо-Западного региона России с современной Францией и её культурой, а также способствовать интеллектуальным, художественным и научно-образовательным контактам.
Французский институт в Санкт-Петербурге, основанный в 1911 году Полем Думером, имел в самом начале своего существования необычайный период расцвета, который приходится на годы управления первого директора Института Луи Рео, выдающегося искусствоведа, ставшего впоследствии академиком Академии изящных искусств. Первая страница истории Института была отмечена, в частности, организацией выставки «Сто лет французского искусства (1812—1912)», которая стала самой большой выставкой французского искусства когда-либо осуществленной за пределами Франции.
События 1917 года нарушили работу Института. Он прекратил своё существование в качестве исследовательского и образовательного учреждения, но вплоть до 1919 года Институт продолжал публикацию журналов. В 1950-е годы счета Института были ликвидированы, что означало его окончательное закрытие.
После распада СССР, в 1992 году Институт вновь открылся и стал работать на основе франко-российского межправительственного соглашения. Французский институт стал первым зарубежным учреждением культуры в городе, и ему было возвращено исконное название.
Новая страница открылась в истории Французского института в январе 2008 года: после 15 лет пребывания в здании Санкт-Петербургской академической капеллы, Французский институт обосновался по адресу Невский проспект, дом 12, где в 1885 году родился знаменитый французский режиссёр и актёр Саша Гитри, крестник императора Александра III.